# Вислый, Александр Иванович
Алекса́ндр Ива́нович Ви́слый (род. 27 апреля 1958, Курская область) — советский и российский учёный в области механики, кандидат физико-математических наук (1984). Директор Российской государственной библиотеки с 2009 по 2016 год. Директор Российской национальной библиотеки с 2016 по 2018 год

## Биография
В 1975 году окончил физико-математическую школу при МГУ им. М. В. Ломоносова, созданную университетом для особо одарённых детей (ФМШ 18). В 1980 году окончил механико-математический факультет МГУ и затем аспирантуру, в 1984 году в МГУ защитил диссертацию на соискание учёной степени кандидата физико-математических наук на тему «Движение тел в атмосферах планет с потерей массы при преобладающем радиационном нагреве» (научные руководители — академик Г. И. Петров и профессор В. П. Стулов).
Работал в Институте механики МГУ, занимался задачами, связанными с движением космических тел. Был приглашён в Научную библиотеку МГУ для решения задач по автоматизации и компьютеризации библиотечных процессов. Один из создателей русского формата МАRС, созданного для перевода информации с бумажных носителей в электронный вид. Автор программы для ЭВМ "БИБЛИОТЕКА" при сотрудничестве специалистов Научной Библиотеки МГУ имени М. В. Ломоносова и АО "Библиотечная Компьютерная Сеть", действующей с 1994 года. Эта программа была подарена в том числе Московскому Патриархату в лице Патриарха Алексия II. Успешная реализация планов по компьютеризации Научной библиотеки МГУ привлекла внимание руководителей вузов и других организаций к проблемам библиотек и к осознанию значимости библиотек не только как хранилищ книг, но и как информационных центров. Был назначен заместителем директора Научной библиотеки Московского государственного университета. Позже Александра Вислого попросили одновременно возглавить информационный отдел «Роснефти».
В Российской государственной библиотеке работает с 1998 года — сначала помощником директора по автоматизации, затем заведующим Центром информационных технологий, с 2001 по 2009 год — заместителем генерального директора РГБ, директором по информатизации.
С 1999 по 2001 год занимал должность начальника ГИВЦ Министерства культуры РФ, не оставляя работу в Российской государственной библиотеке.
В октябре 2009 года распоряжением председателя Правительства РФ назначен директором Российской государственной библиотеки.
Подписал открытое письмо в Государственную Думу, в котором совместно с другими подписантами считает необходимым обратить внимание власти на непреодолимые сложности, связанные со спецификой российского законодательства в области авторских прав, которые способны остановить модернизацию и замедлить переход к информационной экономике.
Выступает за либерализацию доступа к образовательной и научной литературе. Является одним из самых активных инициаторов соответствующих поправок к IV части Гражданского кодекса РФ.
Один из основных сторонников создания Национального библиотечного ресурса.
В 2011 году избран заместителем председателя российского комитета программы ЮНЕСКО «Память мира», занимающейся сохранением и обеспечением доступа к особо ценным объектам всемирного документального наследия. По представлению РГБ в международный реестр «Памяти мира» были включены несколько библиотечных коллекций и отдельных книг.

### Общественная позиция
В марте 2014 года Вислый поддержал аннексию Крыма, подписал письмо президенту России Владимиру Путину в поддержку аннексии.

### Деятельность в РГБ
При участии А. И. Вислого в РГБ открывались залы, ориентированные на электронные технологии:
- в 1999 году — Интернет-зал;
- в 2000 году — Зал электронного каталога;
- в 2001 году — Центр деловой информации;
- в 2002 году — Зал автоматизированного обслуживания Отдела СБО;
- в 2003 году — Центр автоматизированной записи читателей;
- в 2004 году — около 50 виртуальных читальных залов «Электронной библиотеки диссертаций» РГБ были открыты в учреждениях науки и образования по всей территории России.

Активно участвовал в создании Президентской библиотеки им. Б. Н. Ельцина, при его поддержке создавались и работают такие организации, как Российский информационно-библиотечный консорциум (РИБК), Некоммерческая организация Фонд «Электронный век культуры», Некоммерческое партнёрство «Российская ассоциация электронных библиотек» (НП ЭЛБИ).
16 ноября 2011 года избран президентом Библиотечной Ассамблеи Евразии, объединяющей национальные библиотеки стран СНГ и формирующей единое информационно-библиотечное и социокультурное пространство.
Занимается вопросом необходимости строительства нового здания РГБ.
4 марта 2016 распоряжением Правительства РФ (опубликовано 10 марта) был переведён на должность директора Российской национальной библиотеки.

## Награды
- Благодарности Министерства культуры России «за многолетний и добросовестный труд и активное участие в обеспечении развития информатизации отрасли культуры РФ».
- Лауреат ежегодной национальной премии «IT-лидер-2003» «за значительный вклад в развитие информационных технологий в России».
- В 2008 году стал лауреатом премии IT-лидер в номинации «Обеспечение открытости общества» за создание в рамках проекта Национальной электронной библиотеки самого крупного в Европе электронного хранилища книг.
- 4 января 2012 года распоряжением президента РФ награждён Почётной грамотой Президента Российской Федерации «За большой вклад в работу по восстановлению, сохранению и оцифровке редких и ценных изданий, хранящихся в президентских библиотеках»[6].

## Основные работы
- Вислый А. И. Информационные ресурсы национальных библиографирующих организаций: проблемы создания и использования // Проблемы создания и интеграции информационных ресурсов российских библиотек. — М.: Пашков дом, 1999. — 114 с.
- Стулов В. П., Мирский В. Н., Вислый А. И. Аэродинамика болидов. — М.: Наука, 1995. — 239 с.